# 王国正
王国正（1952年1月—），男，山西万荣人，中华人民共和国政治人物，曾任中共临汾市委书记、山西省建设厅厅长。

## 生平

### 主政临汾
2003年，王国正调任地方，任临汾市市长。期间，临汾经济加速增长，一度成为全国的明星。2005年时，已经跻身于山西省第二经济大市。

### 处分
2007年山西临汾洪洞县瑞之源煤业有限公司特大瓦斯爆炸事故后，国务院给予山西省建设厅厅长、时任临汾市市委书记王国正党内严重警告处分。